# ترينسبوتينغ
ترينسبوتينغ (بالإنجليزية: Trainspotting) هو فيلم رفقاء ‏، وفيلم جريمة، وفيلم دراما، وفلم مستقل، وفيلم مقتبس من رواية ‏ أُصدر في 23 فبراير 1996. الفيلم من إنتاج فيلمفور برودكشنز ‏، وFigment Films ‏، و من إخراج داني بويل، أما السيناريو فكان من كتابة جون هودج.

## قصة
تدور أحداث القصة حول حياة مجموعة من الشباب في أحد أحياء أدنبرة الفقيرة، فهناك الشاب مارك مانتون المنغمس في عالم المخدرات بشدة والمدمن على الهيروين، مما تسبب في توتر علاقته بأسرته وأصدقاءه، وهناك بيجبي الشاب المضطرب نفسيًا وصديقته ديانا وهناك تومي الشاب الرياضي الذي لم يرتكب أية جريمة من قبل أو يدمن المخدرات، لكن لديه فضول ورغبة قوية ملحة عليه لمساعدتهم على التخلص من الإدمان

## طاقم التمثيل
- إوين بريمنر
  - جون هودج
  - أندرو ماكدونالد
  - كيفن ألين
  - كيث ألين
  - Eddie Nestor [الإنجليزية]‏
  - آرشي ماكفيرسن
  - دالي وينتون
  - ستيوارت ماك كويري
  - Vincent Friell [الإنجليزية]‏
  - إرفين ويلش
  - جيمس كوسمو
  - كيفين ماكيد
  - جوني لي ميلر
  - شيرلي هندرسون
  - روبرت كارليل
  - إيوان مكريغور، بدور Mark Renton [الإنجليزية]‏
  - كيلي ماكدونالد
  - بيتر مولان
  - هيو روس

## الإنتاج
صوّر الفيلم في لندن، وإدنبرة، وCalton Road ‏، وCorrour railway station ‏، وجسر ووترلو، وغلاسكو، وHanover Street ‏، وTower 42 ‏، وشارع برنسز، وFirhill Stadium ‏، وقوس ولنغتون، وLloyd's building ‏ .
موسيقى الفيلم التصويرية كانت من تأليف دامون ألبارن.

## الاستقبال

### الجوائز والترشيحات
الجوائز
- London Film Critics' Circle Award for British Actor of the Year [الإنجليزية]‏، الفائز: إيوان مكريغور (1997)
  - Bodil Award for Best Non-English Language Film [الإنجليزية]‏، الفائز: داني بويل (1997)
  - BAFTA Award for Best Adapted Screenplay [الإنجليزية]‏، الفائز: جون هودج (1996)
  - Boston Society of Film Critics Award for Best Foreign Language Film [الإنجليزية]‏ (1996)
  - جولدن سبايس نيدل  [لغات أخرى]‏ (1996)
  - المجلس الوطني للمراجعة: الأفلام العشر الأولى [الإنجليزية]‏.

الترشيحات
- Writers Guild of America Award for Best Adapted Screenplay [الإنجليزية]‏ (1997)
  - MTV Movie Award for Best Breakthrough Performance [الإنجليزية]‏ (1997)
  - Satellite Award for Best Adapted Screenplay [الإنجليزية]‏ (1997)
  - جائزة ستالايت لأفضل فيلم  [لغات أخرى]‏ (1997)
  - Independent Spirit Award for Best International Film [الإنجليزية]‏ (1997)
  - Chlotrudis Award for Best Director  [لغات أخرى]‏ (1997)
  - BAFTA Award for Outstanding British Film [الإنجليزية]‏ (1996)
  - جائزة الأوسكار لأفضل كتابة "سيناريو مقتبس"، المُرشَّح: جون هودج، في: حفل توزيع جوائز الأوسكار التاسع والستون (1996)

## وصلات خارجية
- ترينسبوتينغ على موقع IMDb (الإنجليزية)
- ترينسبوتينغ على موقع ميتاكريتيك (الإنجليزية)
- ترينسبوتينغ على موقع الموسوعة البريطانية (الإنجليزية)
- ترينسبوتينغ على موقع روتن توميتوز (الإنجليزية)
- ترينسبوتينغ على موقع نتفليكس (الإنجليزية)
- ترينسبوتينغ على موقع قاعدة بيانات الأفلام العربية
- ترينسبوتينغ على موقع ألو سيني (الفرنسية)
- ترينسبوتينغ على موقع Turner Classic Movies (الإنجليزية)
- ترينسبوتينغ على موقع أول موفي (الإنجليزية)
- ترينسبوتينغ على موقع بوكس أوفيس موجو (الإنجليزية)